# 淮北矿业
淮北矿业（集团）有限责任公司（英文：Huaibei Mining Industry (Group) Co., Ltd.，简称淮北矿业），始建于1958年，1998年改制为淮北矿业(集团)有限责任公司，是安徽省人民政府授权安徽省人民政府国有资产监督管理委员会管理的安徽省属国有企业。主要业务包括煤电、化工、现代服务等。
根据中国企业联合会、中国企业家协会发布的2017“中国企业500强”榜单显示，淮北矿业集团以514.44亿元营业收入位列中国企业500强第288位，安徽省第六位。

## 历史
1957年11月，安徽省委、安徽省人民委员会决定，大规模开发淮北煤田，在闸河煤田成立“闸河煤矿筹备处”，驻濉溪县东风人民公社土型村（今烈山区土型社区）。1958年3月闸河煤田筹备处撤销，成立“安徽省濉溪煤矿筹备处”。1958年4月安徽省地方国营烈山煤矿筹备处和萧县孤山煤矿并入濉溪煤矿筹备处。1958年4月，煤炭工业部济南管理局与安徽省委协商决定成立淮北煤矿筹备处，统一负责淮北国营煤矿及地方煤矿建设工作，5月5日淮北煤矿筹备处成立。1960年2月7日，安徽省委和煤炭工业部决定，撤销淮北煤矿筹备处，成立濉溪矿务局。1960年4月6日，经国务院批准建立濉溪市，濉溪市人民委员会与濉溪县人民委员会合署办公，濉溪市委以濉溪煤矿党委为主组成，统一领导市区工作。1963年7月，宿东煤矿筹备处并入濉溪矿务局。鉴于矿务局经营的厂矿分布于萧县、濉溪、宿县3地，1964年4月7日华东煤炭工业公司转煤炭工业部批复“濉溪矿务局改名为淮北矿务局”。1970年11月，淮北矿务局并入濉溪市，改为濉溪市革命委员会生产指挥组第一生产小组。1973年6月恢复淮北矿务局，先后受安徽省革命委员会燃化局、安徽省煤炭工业局领导。1985年2月由煤炭工业部直接领导。1998年3月16日淮北矿务局整体改制为淮北矿业(集团)有限责任公司，隶属安徽省国资委。